# Kacper Garlewicz
Kacper Garlewicz pseud. Janek (ur. 5 stycznia 1897 w Czeladzi, zm. 24 marca 1969 tamże) – działacz komunistyczny, oficer polityczny ludowego WP.
Syn górnika Franciszka, od 1912 pracował w kopalni, po wybuchu 1914 I wojny światowej i zamknięciu kopalni pracował na roli we wsi Kalina Mała. 1919-1921 odbywał służbę wojskową w 25 pp w Miechowie i 40 pp we Lwowie, od 1922 ponownie pracował w kopalni w Czeladzi. Działacz Centralnego Związku Górników (CZG) i od 1925 KPP, członek Komitetu Dzielnicowego (KD) KPP, agitator wśród górników, wzywał do ogłaszania strajków. 22 II 1927 aresztowany i 14 X 1927 skazany w Sosnowcu na 4 lata więzienia. Po wyjściu z więzienia w Sieradzu 10 IX 1931 działacz wśród bezrobotnych i ich delegat, kontynuował też działalność w KPP. Przez pewien czas był sekretarzem KD KPP. 
Kilka razy był doraźnie aresztowany przed 1 maja i rocznicą rewolucji październikowej. XII 1933 uciekł przed aresztowaniem i był poszukiwany przez policję, działał w MOPR, m.in. w Zawierciu. 1937 na 8 miesięcy osadzony w obozie w Berezie Kartuskiej. Gdy wrócił do Czeladzi, KPP była już zlikwidowana, więc wstąpił do PPS, by nadal działać w środowiskach robotniczych. 
Jesienią 1939 udał się do zajętego przez ZSRR Białegostoku i pracował tam w fabryce włókienniczej, później był robotnikiem w tartaku w Słonimiu. Latem 1941 uciekł przed Niemcami do obwodu penzeńskiego i zaczął pracować w kołchozie. 1942 wstąpił do Armii Czerwonej, brał udział m.in. w bitwie pod Stalingradem. 1943 wstąpił do 1 DP im. T. Kościuszki, był kapralem w 3 pp, a po ukończeniu szkoły oficerów oświatowych (politycznych) w stopniu plutonowego brał udział w bitwie pod Lenino. Od XII 1943 w szkole oficerów polityczno-wychowawczych, 1-16 XII 1944 jako chorąży był zastępcą dowódcy 7 kompanii ds. polityczno-wychowawczych w 1 pp. Później skierowany do Wyższej Szkoły Oficerów Polityczno-Wychowawczych w Moskwie. Potem służył w straży kolejowej w Lublinie i Łodzi. Od 1945 w PPR, 1946 przeszedł z WP do MO i został komendantem powiatowym MO w Środzie Śląskiej i potem w Legnicy, później był oficerem ds. specjalnych w komendzie w Dzierżoniowie. IX 1947 odszedł z milicji i został kierownikiem działu kadr w fabryce w Małej Dąbrówce. 
W 1948 był I sekretarzem Komitetu Miejskiego (KM) PPR w Czeladzi, w 1949 sekretarzem Powiatowej Rady Związków Zawodowych (RZZ) w Będzinie, później referentem gospodarczym w Komitecie Wojewódzkim (KW) PZPR w Katowicach. Od 1950 inspektor personalny w Przedsiębiorstwie Budowlanym Przemysłu Węglowego w Katowicach, później inspektor hoteli robotniczych w tym przedsiębiorstwie, był tam też I sekretarzem POP. Działacz ZBoWiD. 1951-1955 ławnik Sądu Powiatowego. Od 1 II 1957 na rencie, przewodniczący oddziału ZBoWiD w Czeladzi, działacz TPRR. 
Odznaczony m.in. Orderem Sztandaru Pracy I klasy i Krzyżem Komandorskim Orderu Odrodzenia Polski.